# رودولف مارتی
رودولف مارتی (انگلیسی: Rudolf Marti؛ زادهٔ ۷ آوریل ۱۹۵۰)از برندگان مدال‌های بازی‌های المپیک اهل سوئیس است.